# Lightyear
Lightyear er en amerikansk computeranimeret science fiction actionfilm fra 2022. Filmen er produceret af Pixar Animation Studios og Walt Disney Pictures og distribueret af Walt Disney Studios Motion Pictures. Det er en spin-off af Pixars Toy Story-filmserie, der fungerer som en oprindelseshistorie for den fiktive menneskelige karakter Buzz Lightyear, der inspirerede actionfiguren af samme navn. Den instrueres af Angus MacLane (i hans debut som instruktør), skrevet af Pete Docter og spiller Chris Evans stemme som titelkarakteren.

## Plot
Lightyear handler om den fiktive oprindelseshistorie om Buzz Lightyear, karakteren som actionfiguren i Toy Story-serien var baseret på.

## Stemmecast
- Chris Evans som Buzz Lightyear[3]
- Taika Waititi [4]